# Saint-Aignan (Ardennes)
Saint-Aignan település Franciaországban, Ardennes megyében. Lakosainak száma 151 fő (2022. január 1.). Saint-Aignan Cheveuges, Hannogne-Saint-Martin, Omicourt, Sapogne-et-Feuchères, Villers-sur-Bar és Chémery-Chéhéry községekkel határos.

## Népesség
A település népessége az elmúlt években az alábbi módon változott:
| Lakosok száma | 146  | 150  | 138  | 143  | 146  | 149  | 152  | 156  | 153  | 151  |
|               | 1990 | 1999 | 2011 | 2013 | 2015 | 2017 | 2018 | 2019 | 2021 | 2022 |